# Liste deutscher Kolonialleuchtfeuer
Deutsche Kolonialleuchtfeuer waren Leuchtfeuer an den Küsten und Gewässern der Kolonien und Schutzgebiete des Deutschen Kaiserreichs, die zwischen 1884 und 1914 zur Navigation in der Schifffahrt gebaut wurden. Da die betreffenden Küstenstriche wenig künstliche Orientierungspunkte boten, waren die Leuchtfeuer ein bedeutender Bestandteil der infrastrukturellen Erschließung im europäischen Sinne.
Die Liste enthält die für die Hochsee- und Küstenschifffahrt wesentlichen Leuchtfeuer. Nicht enthalten sind kleinere oder zusätzliche Befeuerungen an Hafeneinfahrten, etwa Leuchttonnen, sowie Heliographen.

## Liste

### Deutsch-Ostafrika
- Leuchtturm Außer-Makatumbe bei Daressalam[2]
- Leuchtfeuer Süd-Fandschowe bei Kilwa Kivinje
- Leuchtfeuer Rasmkumbi auf Mafia
- Leuchtfeuer Kap Raskanssi
- Leuchtturm Ulenge bei Tanga

### Kamerun
- Landungsfeuer Bibundi
- Leuchtturm Kap Debundja
- Leuchtturm Kap Nachtigal bei Victoria[3]
- Leuchtturm Kribi

### Kiautschou
- Leuchtturm Arkona-Insel bei Tsingtau
- Leuchtturm Tschalientau (Insel, 50 Kilometer östlich der Kiautschou-Bucht)
- Leuchtturm Yu Nui San bei Tsingtau
- Leuchtturm Hufeisen-Riff (Untiefe, nördlich von Tsingtau in Küstennähe)

### Togo
- Leuchtfeuer Lome-Landungsbrücke

### Deutsch-NeuguineaundDeutsch-Samoa
- Leuchtfeuer Apia
- Leuchtfeuer Friedrich-Wilhelmshafen
- Leuchtfeuer Herbertshöhe

## Galerie

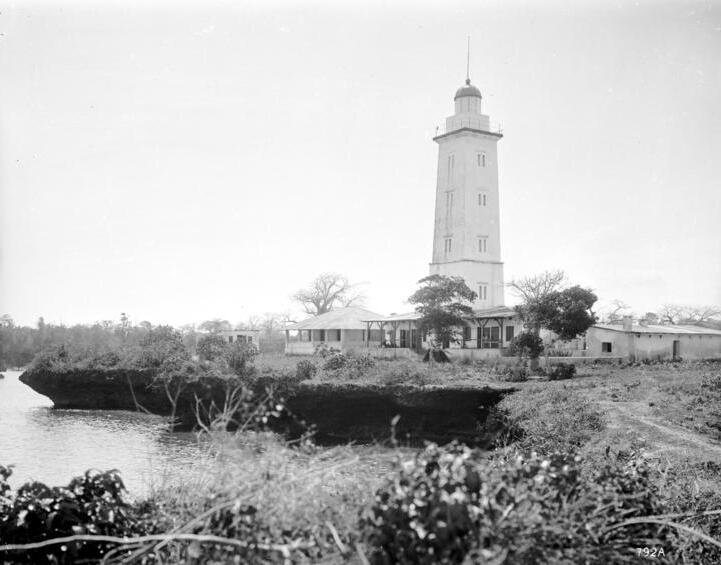
Leuchtturm Ulenge bei Tanga
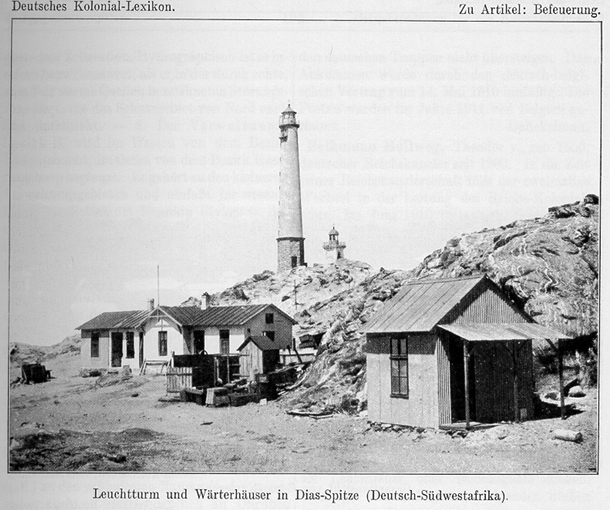
Leuchtturm Diaz-Spitze bei Lüderitzbucht I und II
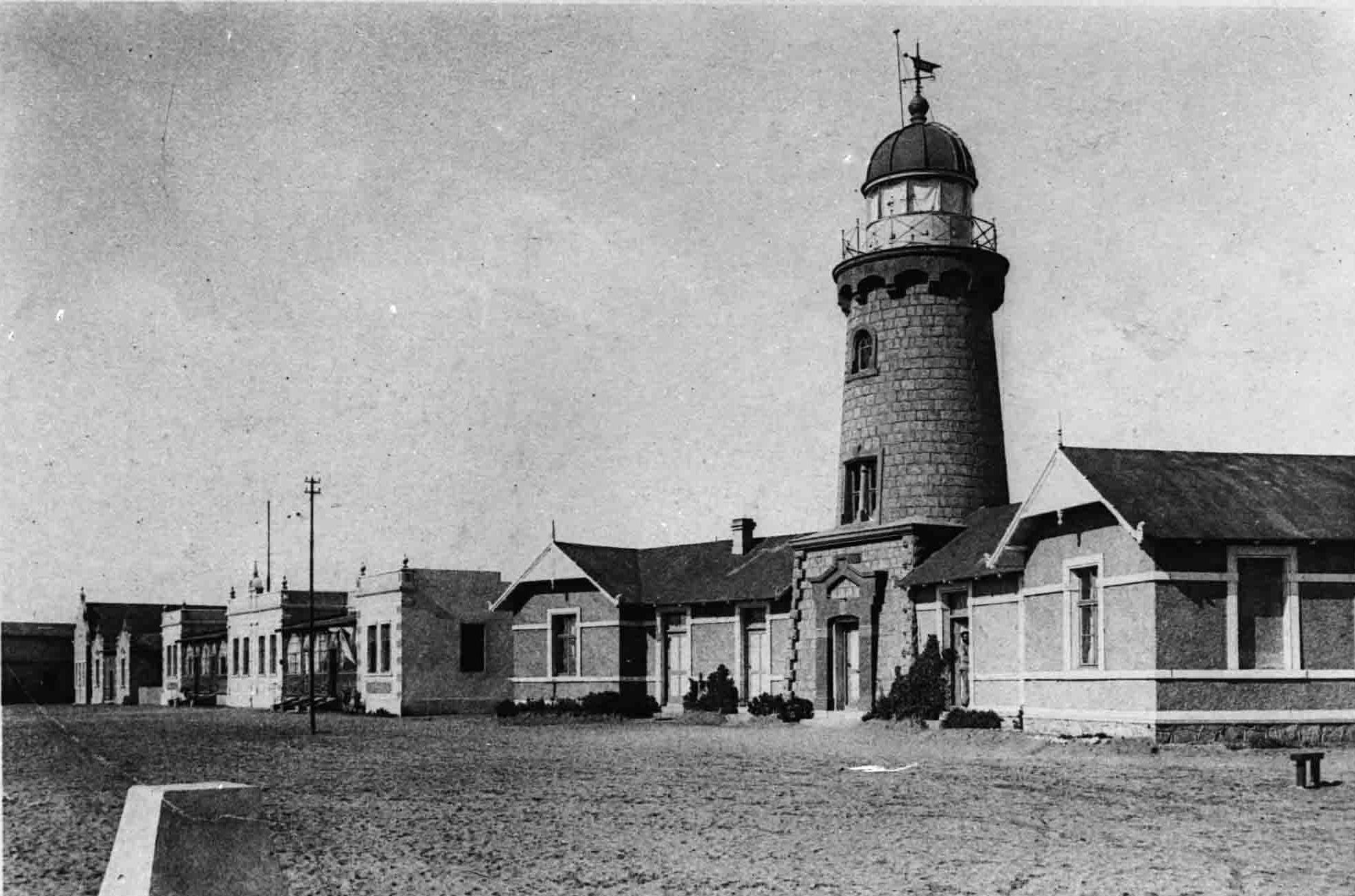
Leuchtturm Swakopmund I
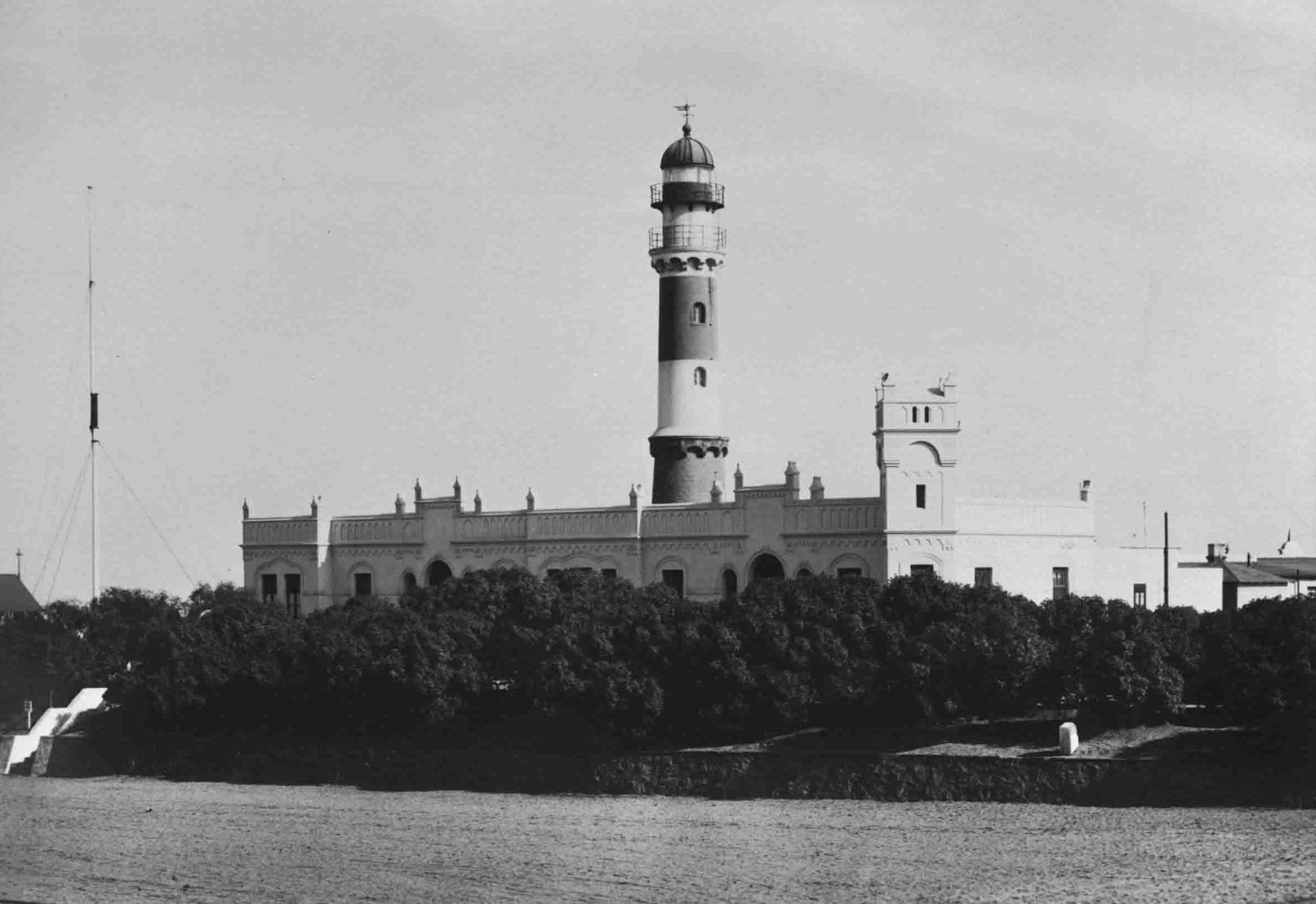
Leuchtturm Swakopmund II
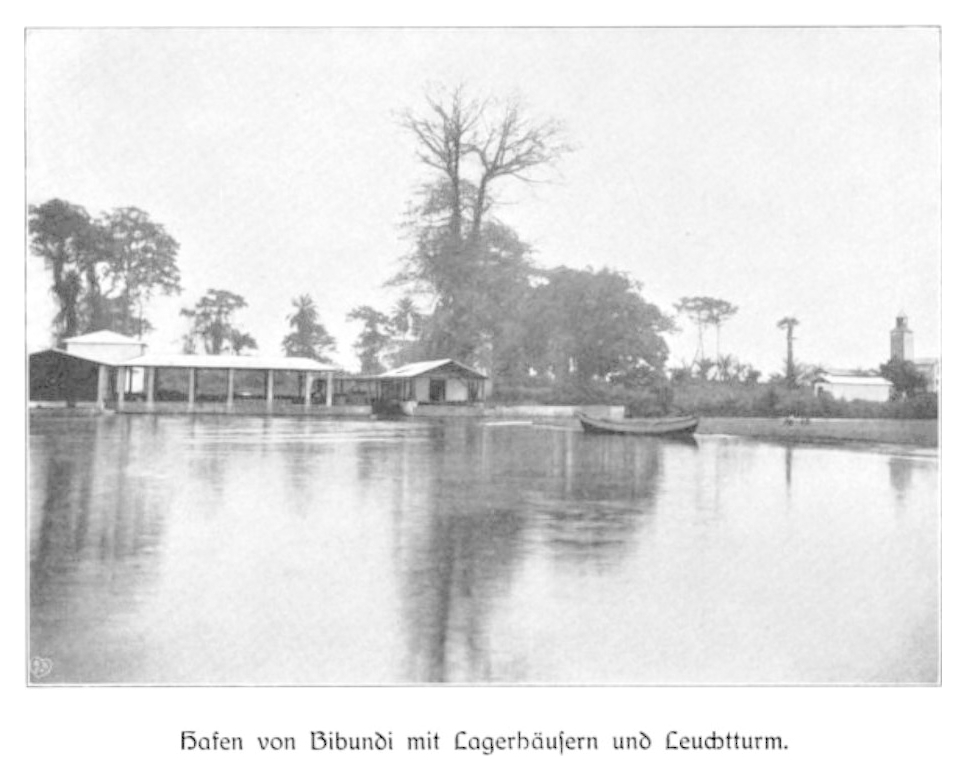
Landungsfeuer Bibundi (rechter Bildrand)
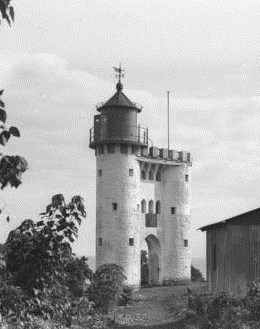
Leuchtturm Kap Nachtigal
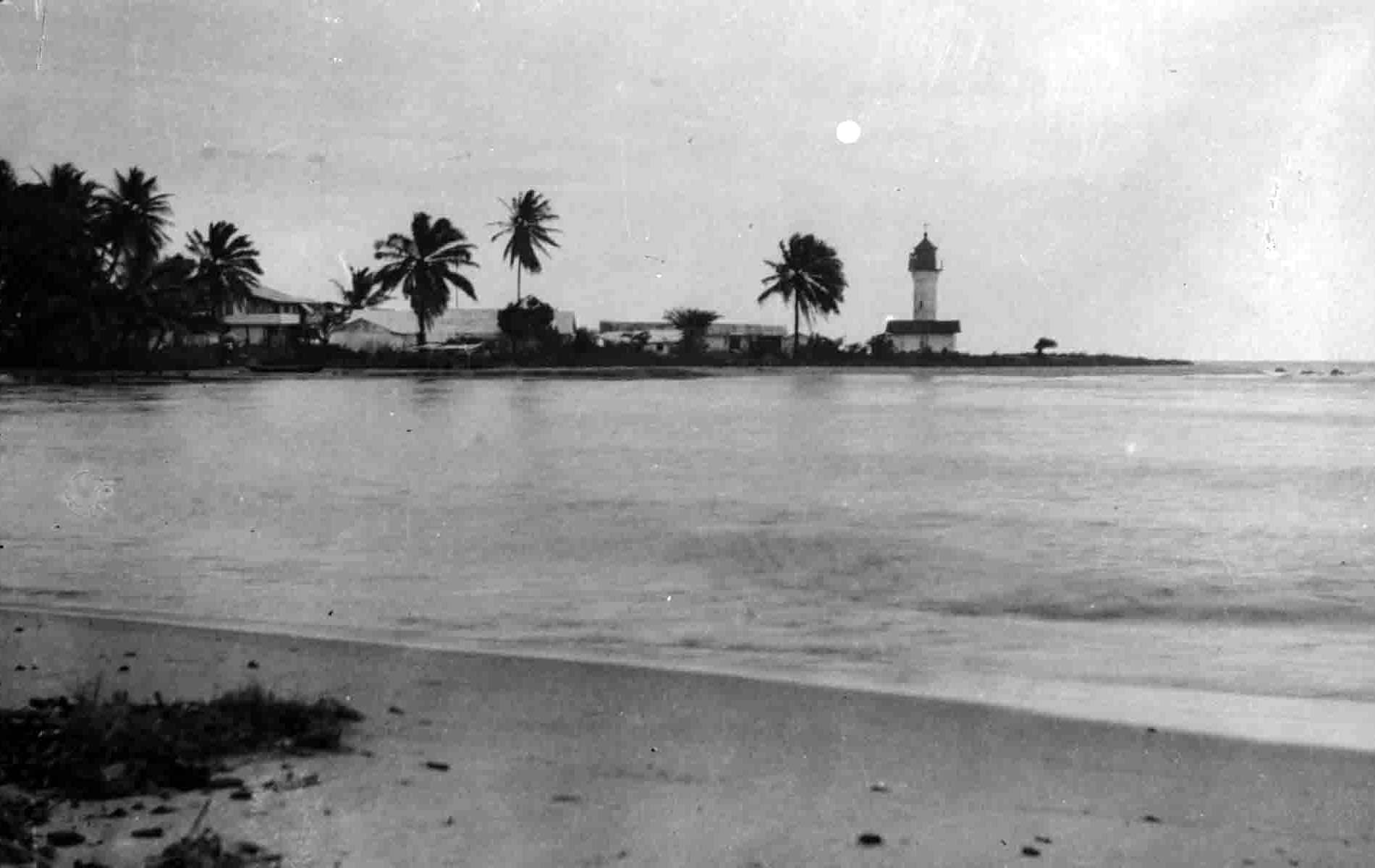
Leuchtturm Kribi
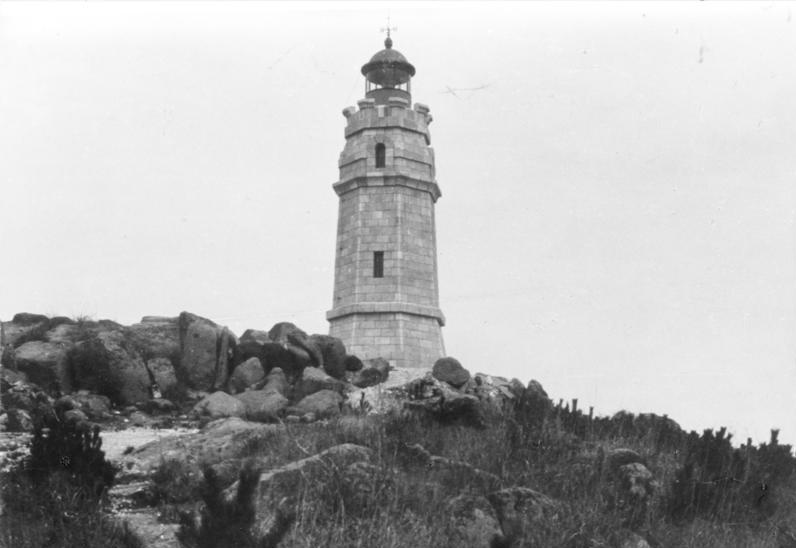
Leuchtturm Arcona bei Tsingtau
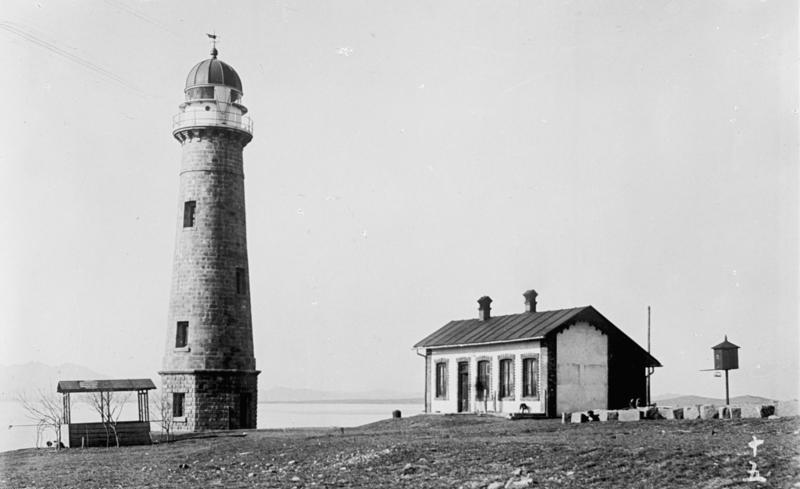
Leuchtturm Yu Nui San bei Tsingtau
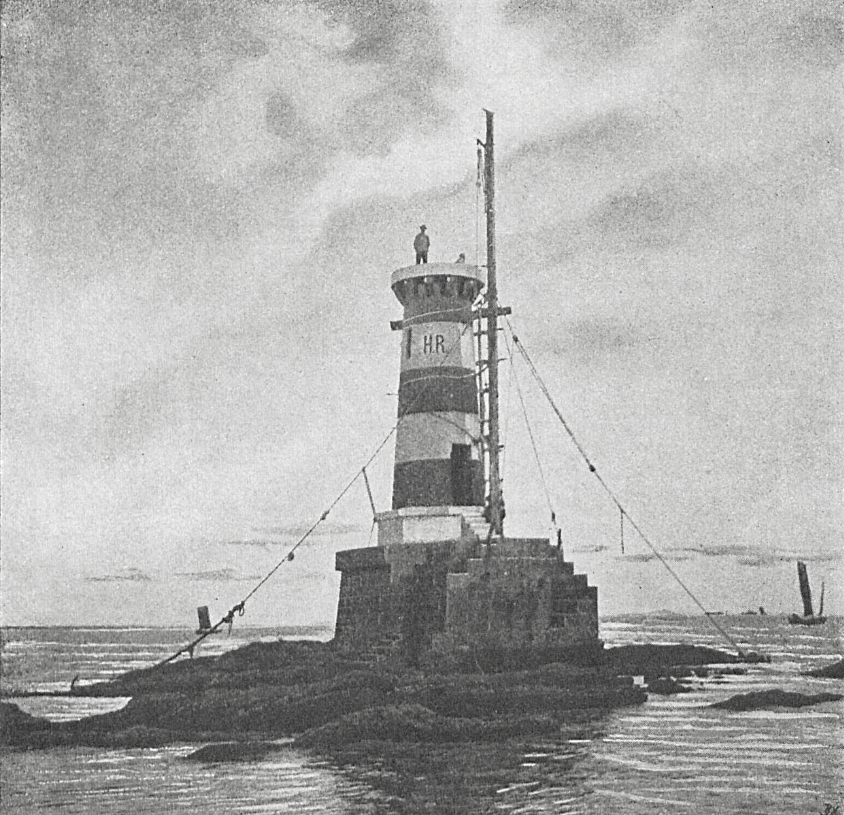
Leuchtturm Hufeisen-Riff bei Tsingtau
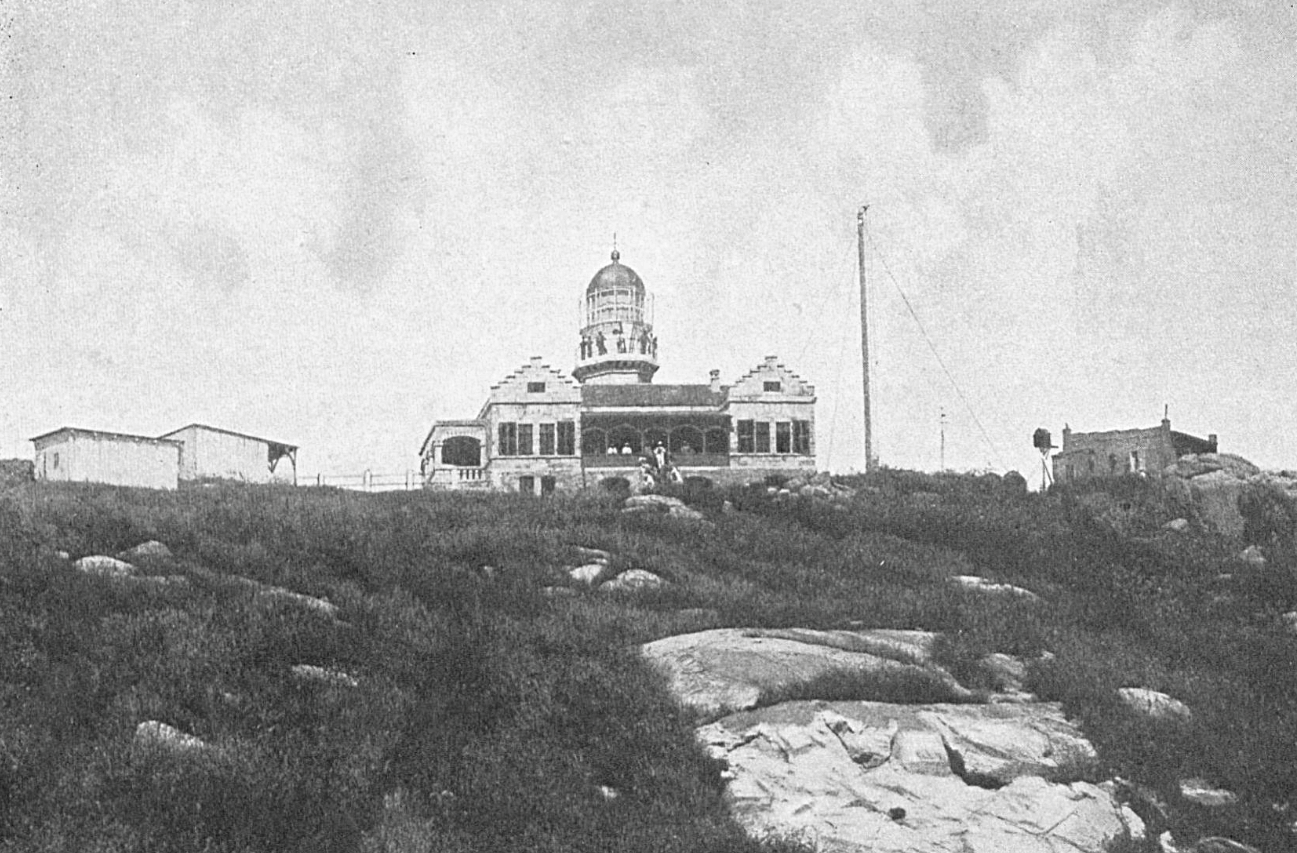
Leuchtturm Tscha-lien-tau bei Tsingtau
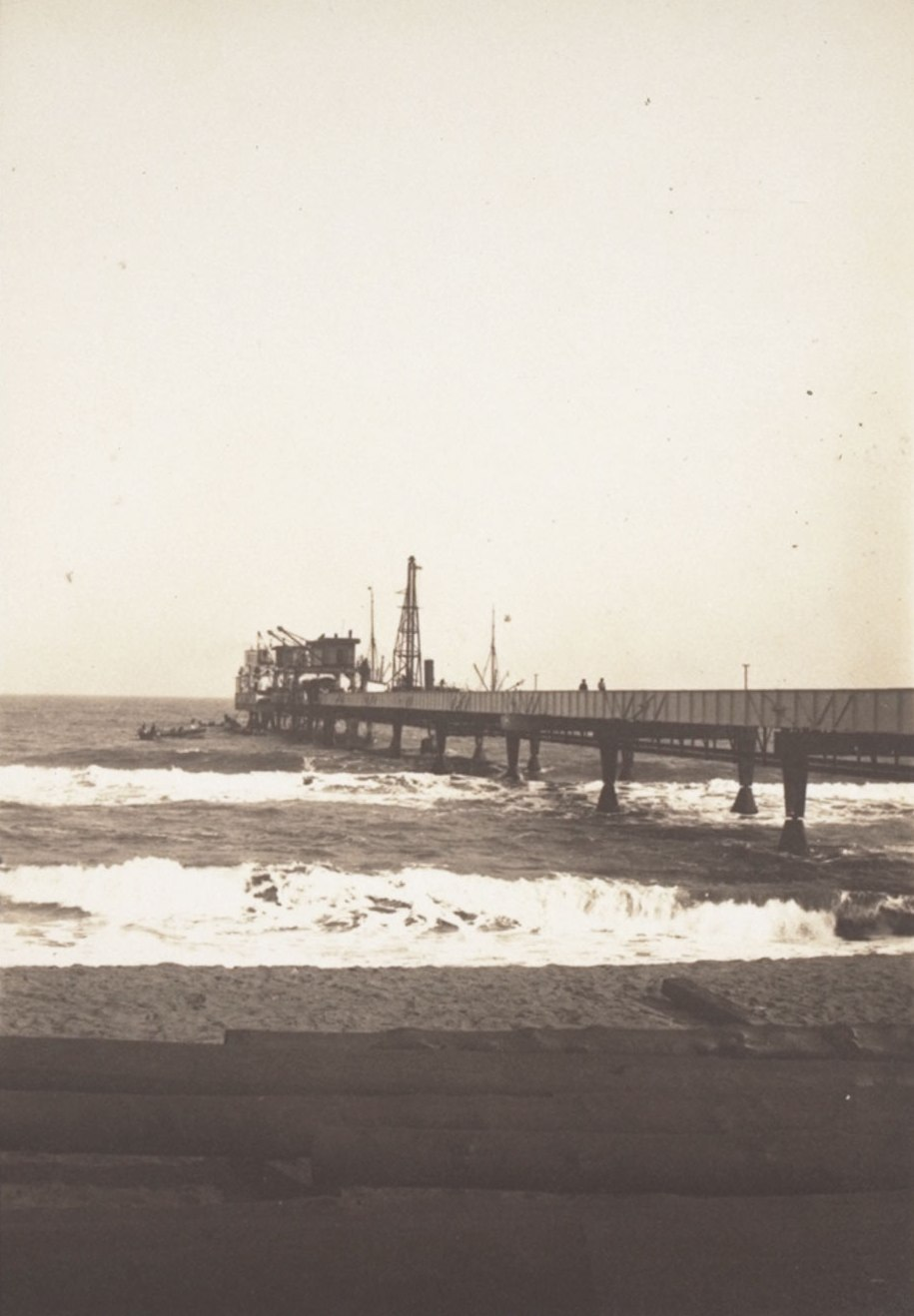
Leuchtfeuer Lome-Landungsbrücke